# Euneognathia gigas
Euneognathia gigas là một loài chân đều trong họ Gnathiidae. Loài này được Beddard miêu tả khoa học năm 1886.